# Пелэм-Клинтон, Генри, 6-й герцог Ньюкасл-андер-Лайн
Генри Пелэм-Клинтон (англ. Henry Pelham Alexander Pelham-Clinton, 6th Duke of Newcastle-under-Lyne; 25 января 1834 — 22 февраля 1879) — британский аристократ, 6-й герцог Ньюкасл-андер-Лайн.
Известен как лорд Клинтон до 1851 года, затем до 1864 года — как граф Линкольн. Получил образование в Итоне и Оксфорде. С 1857 по 1859 был членом парламента от Ньюарка (Ноттингемшир) — вся его политическая карьера.
Широко жил и имел громадные долги.

## Происхождение и семья
Сын Генри Пелэм-Клинтона, 5-го герцога Ньюкасл-андер-Лайн.
Женился на Леди Генриэтте Аделе Хоуп, дочери Генри Хоупа (владельца знаменитого алмаза) получил громадное приданое, но, по условиям тестя, не мог управлять им.
Дети:
- Генри Пелэм-Клинтон, 7-й герцог Ньюкасл-андер-Лайн
- Френсис Пелэм-Клинтон-Хоуп, 8-й герцог Ньюкасл-андер-Лайн (1866—1941)
- Беатрис Аделин Пелэм-Клинтон
- Эмили Августа Мэри Пелэм-Клинтон
- Флоренс Жозефина Пелэм-Клинтон